# Ogești, Bihor
Ogești este un sat în comuna Sâmbăta din județul Bihor, Crișana, România.

## Vezi și
- Biserica de lemn din Ogești

 Acest articol despre o localitate din județul Bihor este deocamdată un ciot. Puteți ajuta Wikipedia prin completarea lui.